# Lunatic Fringe
«Lunatic Fringe» (en español: 'Extremista'), es una canción de la banda de rock canadiense Red Rider, extraída de su álbum de 1981 As Far As Siam. El guitarrista Tom Cochrane escribió la canción tras su preocupación por el resurgimiento del antisemitismo en los años 1980. También se inspiró al leer un libro sobre Raoul Wallenberg, quien rescató judíos del Holocausto durante la Segunda Guerra Mundial. Algunas fuentes han citado incorrectamente el asesinato de John Lennon como la principal fuente de inspiración; Cochrane ya había escrito la canción cuando Lennon fue asesinado, pero el primer demo de la canción fue grabado en el día de su muerte. También ha hablado de sus sentimientos sobre el evento, y como hicieron eco al tema de la canción, animándolo a lanzar la canción como sencillo a pesar del aviso por parte de la discográfica de que la canción no era lo suficientemente comercial.
La canción alcanzó el N° 11 en listas de Billboard en septiembre de 1981, y fue premiada con un premio SOCAN Classic en 2009 por la Sociedad de Compositores, Autores y Editores de Música de Canadá por alcanzar la marca de 100 000 reproducciones al aire en territorio canadiense.
En 1997, Tom Cochrane regrabó la canción para su álbum Songs of a Circling Spirit, el cual alcanzó el N° 70 en la lista de Top 100 Singles de RPM.
La gran influencia de la canción inspiró a la estación de rock WEBN de Cincinnati a rendirle homenaje con el primer eslogan de la estación «WEBN, The Lunatic Fringe» presentado en 1984. Luego en 1988, el eslogan fue actualizado a «The Lunatic Fringe Of American FM», el cual se sigue usando hasta noviembre de 2018. La canción fue usada al inicio del capítulo 16 de la primera temporada de Miami Vice, «Smuggler's Blues», el cual salió al aire el 1 de febrero de 1985. También apareció en la película de 1985 Vision Quest, que trata sobre un joven luchador, en la lista de canciones del videojuego Guitar Hero: Warriors of Rock, y en los créditos del capítulo 6 de la temporada 2 de la serie de Netflix, Mindhunter.
En 2009, la canción obtuvo la posición 82 en el ranking «Los Más Grandiosos One-Hit Wonders de los 80s» de VH1.